# Neverwinter Nights: Orde dal Sottosuolo
Neverwinter Nights: Orde dal Sottosuolo è la seconda espansione del videogioco di ruolo Neverwinter Nights, uscita in Europa nel dicembre del 2003 con il titolo Hordes of the Underdark.

## Trama
La trama continua dove Neverwinter Nights: Shadows of Undrentide (la precedente espansione del già citato gioco) si era fermato.
Un avventuriero finisce per svariate ragioni nel Sottosuolo, un mondo sotterraneo ed oscuro stracolmo di mostri, uno più pericoloso dell'altro. Il primo capitolo ha luogo nel sotterraneo (o meglio dungeon) di Sottomonte, che si trova al di sotto della città di Waterdeep.
L'eroe continuerà poi il suo viaggio fino al Sottosuolo vero e proprio, fino ad arrivare addirittura negli Inferi, per fermare una forza che minaccia tutta Faerun.
Sebbene l'avventura continui la storia del personaggio di Shadows of Undrentide, si colloca anche dopo gli eventi del gioco base. Verremo quindi a conoscenza di ciò che è accaduto a Neverwinter dopo la sconfitta dell'esercito invasore, e cosa ne è stato di diversi dei png incontrati, alcuni dei quali saranno di nuovo assumibili come compagni.

## Modalità di gioco
L'espansione, una volta installata, migliora direttamente la partita giocata con le precedenti espansioni e fa continuare l'avventura con un personaggio di livello 15 (se il giocatore stava continuando una partita con il vecchio gioco e il suo personaggio possedeva un livello inferiore al 15, il gioco provvede a portarlo a quel livello).
Inoltre Neverwinter Nights: Orde dal Sottosuolo espande il livello massimo del personaggio a 40 (i livelli successivi al 20° sono chiamati "livelli epici").
Infine l'espansione provvede anche ad aggiungere nuovi incantesimi, oggetti specifici per ogni tipologia di personaggio, tileset, classi di prestigio, talenti e abilità.
Per quanto riguarda i compagni, vi sono ulteriori novità, sebbene siano esclusiva dell'espansione e non funzioneranno nel gioco base. Si potranno gestire fino a due compagni (oltre ad un golem ed alle evocazioni), e potremo decidere sia in quale direzione cresceranno di livello, sia gli equipaggiamenti. Vi sarà anche la possibilità di stabilire relazioni sentimentali con alcuni di essi.
Un'altra miglioria di Orde dal Sottosuolo, sta nel comparto tecnico che da modo a Neverwinter Nights di estendere la sua compatibilità anche con i processori Intel Pentium 4.